# Chuck Peddle
A Chuck Peddle (1937. november 25. – 2019. december 15.) amerikai villamosmérnök. Főként a MOS Technology 6502 mikroprocesszor, továbbá az ezen processzoron alapuló KIM-1 egykártyás számítógép, illetve annak utódja, a Commodore PET személyi számítógép tervezőjeként ismert.

## Történet
Teljes nevén Charles Ingerham Peddle a Maine állambeli Bangorban született 1937-ben, szülei legidősebb fiaként. Apja kereskedő, anyja plakátrajzoló volt. Ősei Kanadából valók, akik az Egyesült Királyságból emigráltak Új-Fundlandba, majd onnan az egyesült államokbeli Bangorba.
A középiskolás évei alatt került kapcsolatba az elektronikával a rádiózás kapcsán, de először rádióbemondó szeretett volna lenni. Egy bostoni meghallgatás után azonban bizonyossá vált, hogy nem ehhez van igazán tehetsége. Katonai szolgálatát 1955-ben a tengerészgyalogságnál töltötte. Szomszédja tanácsára iratkozott be a Maine Egyetemre, ahol mérnök-fizikus BSc fokozatot szerzett.

### General Electric
Iskolái elvégzése után két cél vezérelte, Kaliforniába költözni és számítógépeket létrehozni. A General Electricnél helyezkedett el, ahol részt vett korai űrjárművek, elektronikus fizetési rendszerek, illetve időosztásos, nagyszámítógépes (mainframe) rendszerek tervezésében. 1970-ben a GE úgy döntött, hogy kiszáll a számítógép piacról és Chucknak és három kollégájának felmondtak és a lelépési pénzükből saját csekkfizetési rendszerfejlesztésbe kezdtek. Nem volt azonban elég tőkéjük, hogy piacra dobják termékeiket. Miután Chuck elvette egyik üzlettársa exfeleségét, olyan feszültség támadt közöttük, hogy az üzleti kapcsolat nem volt fenntartható, így megszüntették a céget.

### Motorola
Chuck Peddle 1973-ban a Motorolánál helyezkedett el, ahol Tom Bennett irányítása alatt a Motorola 6800 mikroprocesszor kifejlesztésén dolgozott. Számos kulcsproblémát ő oldott meg, továbbá a működtetéséhez szükséges számos támogató chip megtervezése kötődik hozzá. Vezető mérnökként feladata volt lehetséges vevők, jellemzően ipari üzemek képviselői előtt bemutatókat tartani a termék képességeiről. A processzor tudása jó benyomásokat keltett, de a 300$-os ára nem volt vonzó, túl drága volt céljaikhoz. Chuck kérdésére, hogy mi lenne az az árszint, ami mellett alkalmaznák tömegcikkeikben, a mágikus 25$ (mai áron kb. 110$) merült fel. Chuck pártfogásába vette egy jelentősen olcsóbb dizájn megvalósítását, de ez irányú erőfeszítései nem hatották meg a Motorola vezetését és 1975-ben hivatalos levélben szólították fel, hogy hagyjon föl az alacsony költségű dizájnnal kapcsolatos terveivel. Ezután pár hónappal Bill Mensch-sel és öt - a 6800 kifejlesztésében kulcsszerepet vállalt - mérnökkel kiléptek, hogy a volt GE-s John Pavinen által vezetett MOS Technology-nek dolgozzanak.

### MOS Technologies

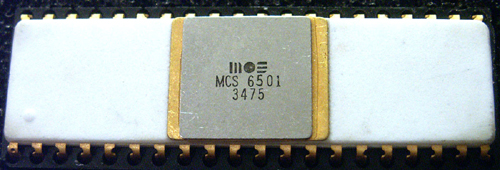
MOS Technology MCS6501 csip

A cégnél Chuck vezette az általa elgondolt 650x mikroprocesszor család tervezését. A cél a bűvös 25$-os árszint tartása volt, így csak azok az alapvető funkciók kerültek bele, amire a leendő ügyfeleknek feltétlenül szükségük volt, semmi több. Néhány elképzelés a 6800-as processzorból eredt, de semmi szabadalomba ütközőt nem használtak fel. Az első 6501-es processzor – mely ugyan lábkompatibilis volt a 6800-assal – egy újabb, megnövelt teljesítményű, gyorsabb termék lett. Ennek ellenére a Motorola beperelte a MOS-t szabadalomsértésért. A per néhány évig húzódott, majd végül 200 000 $ a Motorolának való megfizetésével zárult. Eközben azonban, még 1975 szeptemberében kiadták a 650x-család egyik legismertebb és legsikeresebb processzorát, a MOS 6502-t.
 Chuck Peddle az új processzorhoz, oktatási céllal kifejlesztett két eszközt, a TIM–1-et (Terminal Input Monitor) és a KIM–1-et (Keyboard Input Monitor), melyek a világ első egykártyás eszközei voltak. Olyan fiatal vállalkozóknak adott el a csipjeiből, mint Steve Jobs és Steve Wozniak, akik épp az első Apple-n dolgoztak.

### Commodore
A Commodore International volt a MOS Technology legnagyobb ügyfele a kalkulátorokba épített chipek terén. Amikor 1975-ban a számológép-piac összeomlott, a Commodore-t irányító Jack Tramiel úgy döntött, felvásárolják a MOS-t, így az pénzügyi forrásokhoz jutott. Felmerült az Apple felvásárlása is, hogy ne kelljen nulláról számítógépet fejleszteniük, de végül sokallva a 150.000$-os árat, jóváhagyta a későbbi Commodore PET kifejlesztését. Kettejük megállapodása szerint Chuck Peddle minden értékesített PET után 1$ jutalékot kellett volna kapjon, mely azonban több más ígéretéhez hasonlóan sohasem valósult meg.
A géphez a Microsoft által kifejlesztett ROM-ban tárolt BASIC-et adták, melyet egy legendássá vált megállapodás révén értek el. Bill Gates nem hitt a ROM-ban tárolt rendszer sikerében, ezért Chucknak 1976-ban olyan korlátlan használatra jogosító, gyakorlatilag "öröklicenszet" sikerült elérnie, hogy a Commodore, kevesebb, mint 1 penny/gép licenszdíjért bármely MOS 6502 alapú számítógépében használhatta, sőt fejleszthette a Microsoft Basic-et, ha a frissítéseket átadta a Microsoftnak. A Commodore PET-et végül 1977 januárjában mutatták be a Consumer Electronics Show (CES) számítástechnikai kiállításon. Chuck az első személyi számítógép megjelentetésével hat hónapot vert rá az Apple-re.
Jack Tramiel híres volt keménységéről és üvöltözéseiről, melyeket csak "Jack Attack"-ként emlegettek beosztottai. Chuck kétszer is otthagyta a Commodore-t ilyen miatt az 1970-es évek végén, mégis visszatért, mert sem a Motorola, sem az Apple hideg és parancsuralmi belső működése nem feküdt neki, aki Bill Mensch visszaemlékezése szerint "nem jól működött merev szervezeti keretek közt", hiszen ő "a tettek embere" volt. Tramiel végül a Los Gatosban lévő moore parki kutatás-fejlesztési üzemegység vezetőjének tette meg. Chuck commodore-os karrierjének végül egy durván félresiklott londoni megbeszélés vetett véget 1980 áprilisában. Tramiel késett és a jelenlévők kötetlenül beszélgettek egy lehetséges cégstruktúra-váltásról, szétválasztva a fogyasztói és az üzleti részlegeket. A megérkező Tramiel tévesen lázadásnak vette, amit kihallott a beszélgetésből és teljes dühét Chuck Peddle-ön töltötte ki, majd másnap utasításba adta a moore parki részleg cégközpontba költöztetését. Ennek nyomán lépett ki végleg a Commodore-tól 1980 októberében.

### Sirius System Technology / Victor Technologies
Részvényopciói lehívása után megalapította a "Sirius System Technology" céget és célul tűzte ki egy igazi üzleti számítógép megtervezését és gyártását. Több MOS-os, illetve Commodore-os vezető tervező mérnököt és Chris Fisht, az egyik pénzembert nyerte meg magának, mely ugyanakkor szabadalmi és részvényügyletével kapcsolatos perek sorozatát eredményezte volt cége részéről. Igazát végül nem tudta bizonyítani, így részvényopciós jövedelmeit vissza kellett fizetnie. Brian Bagnall könyvéhez készített egyik 2005-ös interjújában azt mondta, hogy Tramiel "tönkretett engem, a családomat és mindenféle rettenetes dolgot művelt".
Az 1981-re elkészült gép a 16-bites Intel 8088 mikroprocesszoron alapult opcionális Intel 8087 matematikai társprocesszor, illetve merevlemez támogatással. Maximum 896 KB RAM-ot tudott kezelni és CP/M, illetve MS-DOS 1.2-vel szállították. Észak-Amerikában Viktor 9000, Európában Sirius S1 néven forgalmazták. A Sirius a megjelenéssel - pár héttel csak ugyan, de - megelőzte az első IBM PC 1981 szeptemberi bejelentését és egy évvel a tényleges gyártás 1982 őszi beindulását. A termék tehát előbb érkezett és potenciális ipari ügyfelek szerint is jobb volt az IBM-énél, de "nem eléggé jobb". Az IBM 1983 márciusában kijött a legendás IBM XT-vel és ez lényegében megpecsételte a Sirius sorsát. Még ebben az évben nevet változtattak Victor Technologies-ra, áthidaló hitelt vettek fel és átszervezés keretében megváltak 600 alkalmazottól. Az ígéretes próbálkozás és a cég 1984. december 17-én ment csődbe.

### Tandon, Celetron
Chuck Peddle 1985-ben a Tandon Computers nevű céghez igazolt és IBM PC klónokat kezdett építeni. Az 1980-as évek végén ez a cég volt a legnagyobb európai PC-klón gyártó, azonban 1993-ban csődbe ment. A cégcsoport maradékaiban dolgozott, melyek 2000-ben Celetron néven egyesültek. E cégnek volt Chuck a műszaki igazgatója (CTO) a 2000-es években.

## Magánélet
Chuck Peddle-nek két válással végződő házasságából három fia és három lánya, hét unokája és öt dédunokája van. Szenvedélyes utazó volt, aki legtöbb idejét Nevadában, Srí Lankán és Indiában töltötte.

## Örökség
Chuck Peddle legendának számít a számítástechnika iparban, a személyi számítógépek atyjának, akit eredményeiért széles körben elismernek. Bill Mensch szerint: "Értette a piacot és volt víziója." Chucknak határozott véleménye volt mindenkiről, híressé vált mondása volt, hogy:
| (angolul) "There is nothing nice about Steve Jobs and nothing evil about Bill Gates. Gates is a good man" | (magyarul)„Semmi rokonszenves nincs Steve Jobsban és semmi ördögi Bill Gates-ben. Gates jó ember.” |
| – Chuck Peddle                                                                                            | |

## Fordítás
- Ez a szócikk részben vagy egészben  a   Chuck Peddle című angol Wikipédia-szócikk fordításán alapul.  Az eredeti cikk szerkesztőit annak laptörténete sorolja fel. Ez a jelzés csupán a megfogalmazás eredetét és a szerzői jogokat jelzi, nem szolgál a cikkben szereplő információk forrásmegjelöléseként.